# 麴酸
麴酸（C6H6O4；學名5-羥基-2-(羥甲基)-4-吡喃酮），亦作曲酸或鞠酸，是一種化學螯劑，有多種真菌會分泌，特別是米麴菌(Aspergillus oryzae)。
麴酸是一種在製造清酒及日本米酒時，大米在發酵過程中所產生的副產品。
麴酸亦有用於生產美白產品，它也可用於皮膚疾病，如黃褐斑；但由於會引起部份人的皮膚敏感，所以並不適用於所有人。

## 外部連結
- Safety MSDS data（页面存档备份，存于）